# Daxueshan Yizu Lahuzu Daizu Xiang
Daxueshan Yizu Lahuzu Daizu Xiang (kinesiska: 大雪山, 大雪山彝族拉祜族傣族乡) är en socken i Kina. Den ligger i provinsen Yunnan, i den sydvästra delen av landet, omkring 320 kilometer väster om provinshuvudstaden Kunming.
Genomsnittlig årsnederbörd är 1 293 millimeter. Den regnigaste månaden är juli, med i genomsnitt 351 mm nederbörd, och den torraste är februari, med 8 mm nederbörd.